# Баш ти лијепо стоје сузе
Баш ти лијепо стоје сузе је девети албум групе Хари Мата Хари. Албум садржи 10 песма од којих су хитови насловна нумера, Као домине, Зјеницо ока мога, Заведи ме и Ја имам те А к'о да немам те. Албум је изашао 2001. године у издању Кроација рекордс-а (Хрватска), ХИ-ФИ центра и Гранд продукције (СРЈ).

## О албуму
Албум је сниман у Минхену од септембра 2000 до марта 2001 (600 сати у студију). На стварању албума су учествовали Ханс Цимер (музика за песму Заведи ме), Драгана Мирковић (дует за песму Ја имам те А к'о да немам те) итд. 
Албум је праћен спотовима за насловну нумеру, Ја имам те А к'о да немам те под режијском палицом Дејана Милићевића, Кад изгорим и Као домине.
Албум је у јулу 2001. године био продат у 3.300 примерака, док је крајем 2001. године био продат у 12.150 примерака. Јуна 2002. године је био продат у 18.450 примерака.

## Постава
- Пратећи вокали – Мики, Самир
- Бас – Мики Бодловић
- Бубњеви – Изудин Колечић
- Гитара – Карло Мартиновић
- Клавијатуре – Емир Мехић
- Клавијатуре, програмирао, копродуцент – Самир Шестан
- Текст: Фахрудин Пецикоза (песме: 1 до 6, 8 до 10), Фајо (песме: 6, 8)
- Вокал, музичар, аранжман, продуцент – Хари Варешановић

## Плагијати
Баш ти лијепо стоје сузе - Could I Have This Kiss Forever (Витни Хјустон и Енрике Иглесијас)